# Útěk z vězení

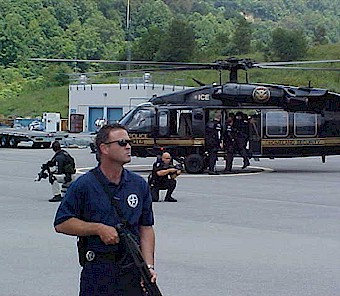
Příslušníci U. S. Marshals Service zabezpečující vězeňský transport

Útěk z vězení je neoprávněné opuštění vězení, v němž obviněný vykonává vazbu nebo odsouzený soudem uložený trest odnětí svobody. Příslušné orgány se pak snaží uprchlíka najít, dostihnout a vrátit do vězení. Za útěk z vězení je uprchlík zpravidla postižen dalším trestem. V České republice se uprchnutí stráži z vazby nebo z výkonu trestu odnětí svobody podle platného trestního zákoníku posuzuje jako trestný čin maření výkonu úředního rozhodnutí, za který hrozí uložení trestu odnětí svobody až na pět let nebo peněžitý trest.
Útěk může být náhodný, kdy vězeň dopředu nezamýšlí vězení opustit, avšak nečekaný a nahodilý sled událostí mu dá příležitost utéct a on ji jen využije. Plánovaný útěk je založen na promyšlení a zpravidla i přípravě jak samotného způsobu opuštění věznice, tak i dalšího pobytu na svobodě. Dlouhá doba věznění umožňuje pečlivé promyšlení a přípravu plánu.
Dále lze útěky rozlišovat podle typu pomoci. Útěk s vnější pomocí je založen na spolupráci s osobami mimo věznici. Mohou zajistit propašování potřebných věcí do věznice, přistavení vhodného dopravního prostředku v blízkosti věznice, poskytnou uprchlíkovi úkryt, oděv, jídlo, peníze apod. Z těchto důvodů jsou vězňům kontrolovány návštěvy, zásilky, pošta a další způsoby komunikace s vnějším světem. Útěk s vnitřní pomocí se vyznačuje zapojením dalších spoluvězňů, podplacených příslušníků ostrahy či vedení věznice.

## Útěkáři
- Jedním z nejslavnějších „útěkářů“ historie byl francouzský zločinec a zakladatel francouzské policie Eugène-François Vidocq, který za své zločinecké životní fáze opakovaně úspěšně prchal z nejtěžších francouzských věznic
- Italský spisovatel Giacomo Casanova v  roce 1756 úspěšně uprchl z Piombi (vězení benátského Dóžecího paláce)
- Petr Kropotkin[2]
- Vítězslav Lederer, jeden z židovských uprchlíků z koncentračního tábora Auschwitz-Birkenau (1944).[3]
- Harvardský psycholog a disident Timothy Leary za pomoci organizace Weatherman[4]
- Opakovanými útěky se proslavil Jiří Kajínek, který poprvé utekl z vězení dne 18. ledna 1993 (v průběhu přerušení výkonu trestu), podruhé se o útěk pokusil v červenci 1994, kdy však byl dopaden ještě týž den. Následně se pokusil dne 11. září 1996 uprchnout z věznice ve Valdicích, avšak po dvacetiminutovém pátrání byl objeven na střeše jednopatrového přístavku. Naposledy úspěšně utekl z Věznice Mírov dne 29. října 2000, po čemž byl dopaden Útvarem rychlého nasazení Policie České republiky až dne 8. prosince 2000.

## Útěky z vězení v kultuře

### Podle skutečných událostí
- Velký útěk (The Great Escape) je americký film z roku 1963 se Stevem McQueenem v hlavní roli, který byl natočen podle skutečného útěku válečných zajatců z německého tábora za druhé světové války
- Motýlek (Papillon) je román bývalého francouzského vězně Henriho Charriéra, odsouzeného v roce 1931 k doživotí na Ďábelských ostrovech za vraždu, kterou nespáchal. V knize opisuje své opakované útěky z Ďábelských ostrovů, včetně toho posledního, úspěšného. Rovněž filmově zpracován.

### Fiktivní
- Hrabě Monte Cristo je slavný francouzský román Alexandra Dumase staršího o nespravedlivém věznění Edmonda Dantèse v bouřlivém období pádu císaře Napoleona a návratu Bourbonů, jeho útěku z vězení a pomstě osobám, kvůli nimž byl do žaláře uvržen.
- Útěk z vězení (Prison Break) je populární americký televizní seriál o složitém plánu útěku ze současného amerického vězení, pomocí kterého chce hlavní hrdina zachránit svého bratra odsouzeného k trestu smrti po vykonstruovaném obvinění.
- Vykoupení z věznice Shawshank (The Shawshank Redemption) je americký film z roku 1994 s Timem Robbinsem a Morganem Freemanem v hlavních rolích o útěku z amerického vězení poloviny 20. století, kam byl hlavní hrdina nespravedlivě odsouzen.